# 썬즈 오브 아나키의 등장인물 목록
이 문서는 썬즈 오브 아나키의 등장인물에 대해 다룬다.

## 웬디 케이스
웬디 케이스 (Wendy Case)는 미국 FX Networks 드라마 썬즈 오브 아나키에 등장하는 등장인물이다. 드레아 드 마테오가 분해 연기했다.
잭스 텔러의 첫 번째 부인이나 지나친 마약 남용으로 아이를 유산할뻔 하고 이혼 후 차밍타운을 떠났다. 이후 시즌 4에 등장해 아이 양육권을 주장하기도 한다.

## 존 텔러
존 텔러 (John Teller)는 미국 FX Networks 드라마 썬즈 오브 아나키 세계관에 등장하는 가공 인물이다.
젬마 텔러 모로우의 첫 번째 배우자이자 잭슨 잭스 텔러의 친부이다.
베트남 전쟁 파병 용사이자 아나키스트로, 샘크로의 공동 설립자이며 차밍타운 샘크로 조직의 초대 리더였다. 제도 교육은 받지 않았으나 독서와 통찰을 통해 자기 나름의 확고한 의식을 가지고 있었다. 일기를 통해 아나키스트 엠마 골드만의 영향을 받았다고 언급되어 있기도 하다. 샘크로 전 조직에 민주적 투표 방식이 확립되어 유지되는 것도 존 텔러의 공이었다.
미국 내의 샘크로 조직과 IRA 조직과의 연결을 책임지면서 아일랜드 샘크로 설립에도 중직을 맡았다. 사업상 파트너로써 뿐만 아니라 IRA가 주장하는 아일랜드 독립 메시지를 진정으로 공감해 IRA 수뇌 상당수와 영향을 주고 받기도 했다. 아일랜드에서의 활동을 마치고 차밍타운으로 돌아와서는 총기 거래를 중단하고 합법적이며 평화적인 조직이 될 것을 주장했으나 작중 세계관에서 샘크로의 공동설립자이자 친구였던 클라렌스 클레이 모로우의 음모에 의해 세상을 떠나게 된다.
남긴 일기와 편지 등을 통해 영화배우 니콜라스 게스트가 목소리로 분했다. 그의 편지와 일기는 썬즈 오브 아나키 전 시즌의 중요한 요소로 작용하는데, 시즌 1~2에서 잭스 텔러가 클라렌스 클레이 모로우와 갈등하게 되는 계기, 그리고 시즌 4에서 피어몬트 파이니 윈스턴가 살해당하고 클라렌스 클레이 모로우가 축출되는 결정적인 계기가 되었다.
시즌4에서 배우자 젬마 텔러 모로우와 찍은 과거 사진으로 차밍타운 샘크로 리더 시절의 모습이 등장하기도 한다.

## 해리 오피 윈스턴
해리 오피 윈스턴 (Harry "Opie" Winston)은 미국 FX Networks 드라마 썬즈 오브 아나키에 등장하는 등장인물이다. 라이언 허스트가 분해 연기했다.
샘크로 공동 설립자 피어몬트 파이니 윈스턴의 아들이며, 주인공 잭슨 잭스 텔러와는 어린 시절부터 절친한 친구였다. 전 부인 도나 윈스턴과의 사이에서 두 명의 자녀를 두고 있었으나, 전 부인은 해리 오피 윈스턴을 샘크로 조직 배신자로 잘못 오해했던 클라렌스 클레이 모로우, 알렉스 티그 트래거에 의해 살해당한다. 이후 알렉스 티그 트래거의 고백에 의해 사실을 알게 된 해리 오피 윈스턴은 샘크로 조직 생활에 회의감을 느끼지만 잭슨 잭스 텔러의 영향과 자녀들을 위한 생계를 위해 잠적을 거쳐 복귀한다.
시즌4에서 아버지 피어몬트 파이니 윈스턴마저 클라렌스 클레이 모로우에 의해 살해된 것을 알게되고 클라렌스 클레이 모로우를 저격한다. 이 저격은 잭슨 잭스 텔러가 차밍타운 샘크로의 리더가 되는 계기를 마련하게 된다.